# Henri Bernstein

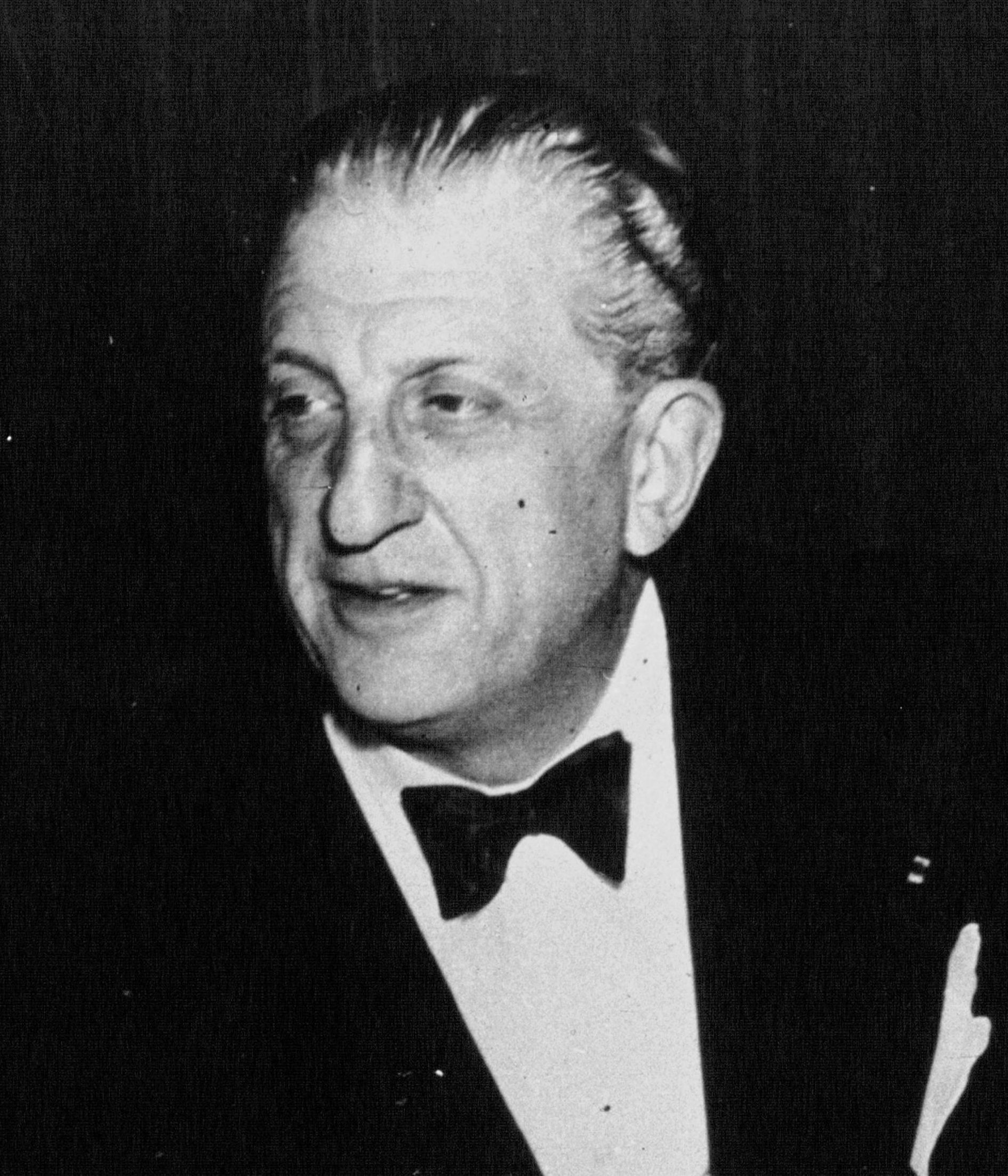
Henri Bernstein (1936)

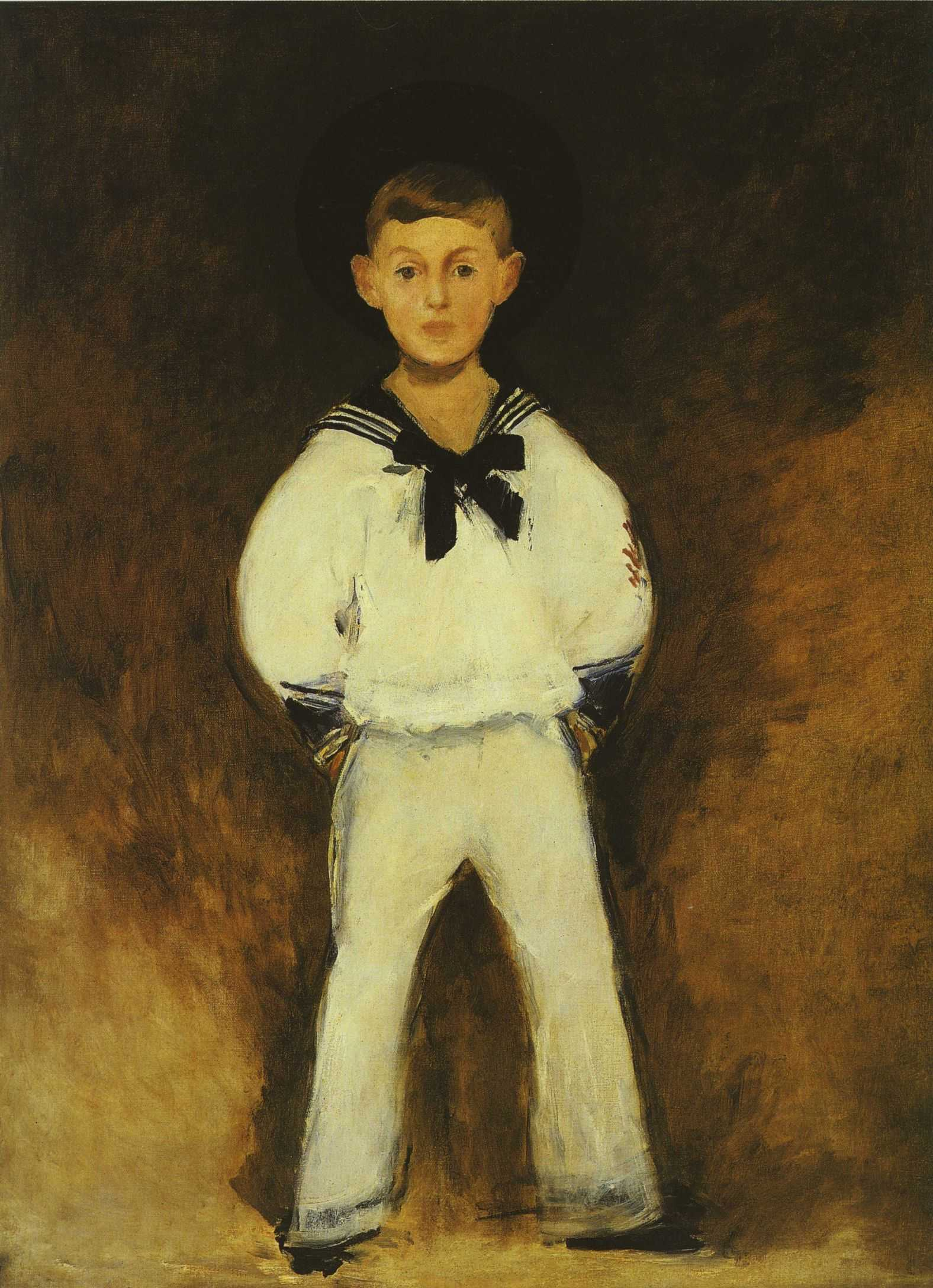
Édouard Manet: Porträt Henri Bernsteins als fünfjähriges Kind

Henri Bernstein (* 20. Juni 1876 in Paris; † 27. November 1953 ebenda) war ein französischer Theaterautor und leitete zeitweise das Théâtre du Gymnase. 

## Leben
Sein bürgerliches Drama Le Voleur machte ihn 1906 berühmt. Nach der Uraufführung seines Dramas Après moi 1911 an der Comédie-Française hatte er mit antisemitischen Angriffen zu kämpfen.
Vor dem Zweiten Weltkrieg lieferte er sich einen schriftstellerischen Wettstreit mit Edouard Bourdet, seinem direkten Kontrahenten am Boulevardtheater. Er gewann den Wettkampf und wurde innerhalb Frankreichs noch bekannter.
Während des Krieges war er im Exil in den Vereinigten Staaten. Er schrieb Portrait d'un défaitiste, das in der amerikanischen Presse ein großes Echo erfuhr. In New York lebte er im Hotel Waldorf Astoria. Jean-Pierre Aumont kritisierte in seinem Werk Le Soleil et les Ombres (Robert Laffont, 1976) den Luxus, in dem Bernstein lebte, sowie das Desinteresse Bernsteins am Krieg.

## Werke
- Le Voleur
- Mélo

## Verfilmungen
- 1913: Geschwister (La griffe)
- 1932: Der träumende Mund
- 1932: Mélo als Der träumende Mund, Regie: Paul Czinner
- 1936: L'Assaut
- 1937: Orage
- 1940: Das Glück (La comedie du bonheur)
- 1952: Der träumende Mund
- 1954: Du mußt mich vergessen (Delirio)
- 1986: Mélo, Regie: Alain Resnais